# Anne Seydoux-Christe
Anne Seydoux-Christe (Delémont, 7 juli 1958) is een Zwitserse politica voor de Christendemocratische Volkspartij (CVP/PDC) uit het kanton Jura.

## Biografie
Anne Seydoux-Christe studeerde rechten aan de Universiteit van Fribourg. Van januari 2001 tot december 2012 zetelde ze in de gemeenteraad van Delémont. Van januari 2003 tot november 2007 zetelde ze in het Parlement van Jura. Vervolgens was ze van 3 december 2007 tot 1 december 2019 was ze lid van de Kantonsraad.